# Metilciclopropan
Metilciclopropanul este un compus organic cu formula moleculară C4H8. Este un gaz incolor, un izomer al ciclobutanului și un derivat monometilat al ciclopropanului.